# Nordisk-katolska kyrkan
Nordisk-katolska kyrkan är ett autokefalt katolskt[källa behövs] samfund grundat 2000 i Norge av - och som en mission inom Polish National Catholic Church, (PNCC). Detta initiativ mötte de behov av autenticitet som fanns inom evangelisk-lutherska Norska kyrkan. Kyrkan har, genom Polska nationalkatolska kyrkan, gammalkatolska rötter. Nordisk-katolska kyrkan är ansluten till Scrantonunionen tillsammans med PNCC. Kyrkans primas,är biskop Roald Nikolai Flemestad.
Nordisk-katolska kyrkan bedriver verksamhet i Norge, Sverige, Tyskland, Ungern, Frankrike, Italien och England. 
Nordisk-katolska kyrkan i Sverige utgör ett ärkediakonat i stiftet. I Sverige finns en församling i Stockholm (Vår Frälsares församling) samt en mission i Karlskrona (St. Nikolaus)].

## Teologi
Nordisk-katolska kyrkan står i den odelade kyrkans tro, lära och tradition. Teologin är ortodox. Nordisk-katolska kyrkan firar sina gudstjänster enligt västlig rit[källa behövs], och strävar samtidigt efter att bevara den nordiska hymntraditionen (nordiska psalmtraditionen.) Nordisk-katolska kyrkan bygger på den odelade kyrkans principer, med uppfattningen att Kyrkan är en enda, helig, katolsk och apostolisk. Man erkänner samtliga gammalkyrkliga symbola, samtliga sju ekumeniska koncilier, kyrkans sju traditionella sakrament och delar teologi med de ortodoxa kyrkorna vilket framgår av det konsensusdokument (Road to Unity) som antogs gemensamt av den gammalkatolska kyrkan och de ortodoxa kyrkorna (Dokumentet innehåller information om dess tillkomst).